# Озброєний пікап

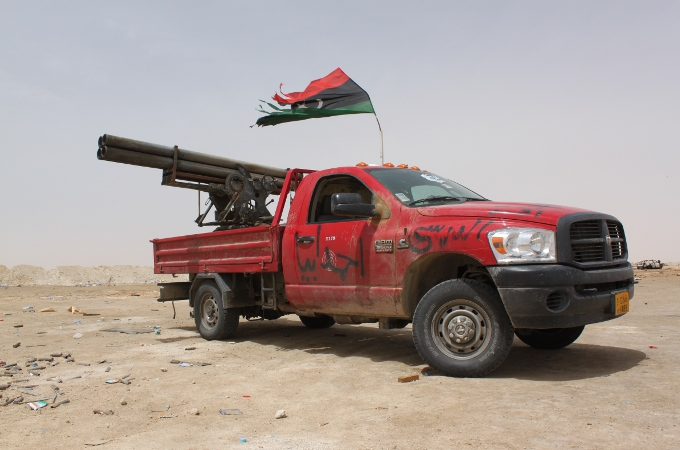

Озброєний пікап — легка імпровізована бойова машина. Зазвичай має вигляд цивільного пікапа, на вантажній платформі якого встановлено великокаліберний кулемет, автоматичну гармату, ПТРК, ПЗРК, безвідкатну гармату, міномет, РСЗВ або будь-яку іншу зброю. Може мати вбудовану або імпровізовану броню.
Броньована та/або озброєна вантажівка зазвичай називається ґан-тра́ком.

## Назва
В українських медіа вживається кілька назв, але жодна з них не є нормативно закріпленою:
- Тача́нка — як спадок від кінних кулеметних тачанок Махновського руху, що свого часу виконували аналогічні задачі.
- Техні́чка — від широко вживаного англійського technical, що, ймовіно, з'явилось під час громадянської війни в Сомалі[1].
- Бандеромобі́ль — жартівлива назва, придумана Миколою Коханівським[2], яка набула особливої популярності під час російського вторгнення в 2022 після заяви 27 лютого тогочасного речника МО РФ Ігора Конашенкова про те, що «націоналістичні батальйони застосовують так звані „бандер-автомобілі“, які мають підвищену прохідність та оснащені великокаліберним стрілецьким озброєнням або мінометами»[3].

## Історія

### Російське вторгнення в Україну (2022)
Тачанки використовуються обома сторонами війни.
Такі варіанти було помічено:
- РСЗВ на базі Mitsubishi L200 Sportero з трьома пусковими трубами від БМ-21 «Град»[4].

## Тактика використання
Озброєний пікап, разом із іншою легкою технікою, такою як багі, квадроцикли, мотоцикли, є сучасним аналогом легкої кінноти: головними перевагами таких засобів є висока швидкість та мала помітність. Таким чином, тачанка може швидко зайняти вигідну позицію, виконати завдання та швидко покинути вийти з небезпечної зони. Серед завдань може бути розвідка, диверсія, висадка десанту або вогневе враження.
Дуже часто є основною бойовою технікою технічно недосконалих та іррегулярних армій, як повстанці чи терористи, які не мають достатньо розвинених ремонтних баз для більш складної техніки. Надійність деяких моделей машин, як Toyota Hilux, Toyota Land Cruiser тощо, зробила їх культовими основами для імпровізованих бойових машин.